# تری‌برمید بیسموت
تری‌برمید بیسموت (به انگلیسی: Bismuth tribromide) یک ترکیب شیمیایی با شناسه پاب‌کم 24884077 است. شکل ظاهری این ترکیب، بلورهای زرد روشن متمایل به سفید است.